# 41 a.C.
41 a.C. foi um ano comum do século I a.C. que durou 365 dias. De acordo com o Calendário Juliano, o ano teve início e terminou a uma quarta-feira. a sua letra dominical foi E.
| Ano completo                        |
| ----------------------------------- |
| Ano comum com início à quarta-feira |

## Eventos
- Lúcio Antônio e Públio Servílio Vácia Isáurico, pela segunda vez, cônsules romanos.
- Quarto ano da Revolta Siciliana, liderada por Sexto Pompeu.
- Fúlvia e Lúcio Antônio, que era cônsul, se revoltam contra o Segundo Triunvirato em apoio a Marco Antônio, marido e irmão deles respectivamente. Começa a Campanha de Perúsia:
  - Os rebeldes conseguem tomar a cidade de Roma por um breve período de tempo, mas são obrigados a fugir para Perúsia.
  - Caio Asínio Polião, governador da Gália Cisalpina, Lúcio Munácio Planco, cônsul em 42 a.C. e comandante dos exércitos da Itália, Públio Ventídio Basso e Quinto Fúfio Caleno, os principais aliados de Marco Antônio na Itália, permanecem neutros pois não sabem se o próprio Marco Antônio sabia da revolta. O mesmo faz o cônsul Vácia Isáurico.